# تایرا نو یوریتسونا
تایرا نو یوریتسونا (به ژاپنی: 平 頼綱 たいら の よりつな)، سامورایی اواخر دوره کاماکورا. خدمتکار خانواده توکوسو از خاندان هوجو. در زمان حمله مغول به ژاپن،  او یوری آیشو  در خدمت هشتمین شیکن شوگون‌سالاری کاماکورا، هوجو توکیمونه و نهمین شیکن، هوجو ساداتوکی بود.